# Sexuella minoriteter

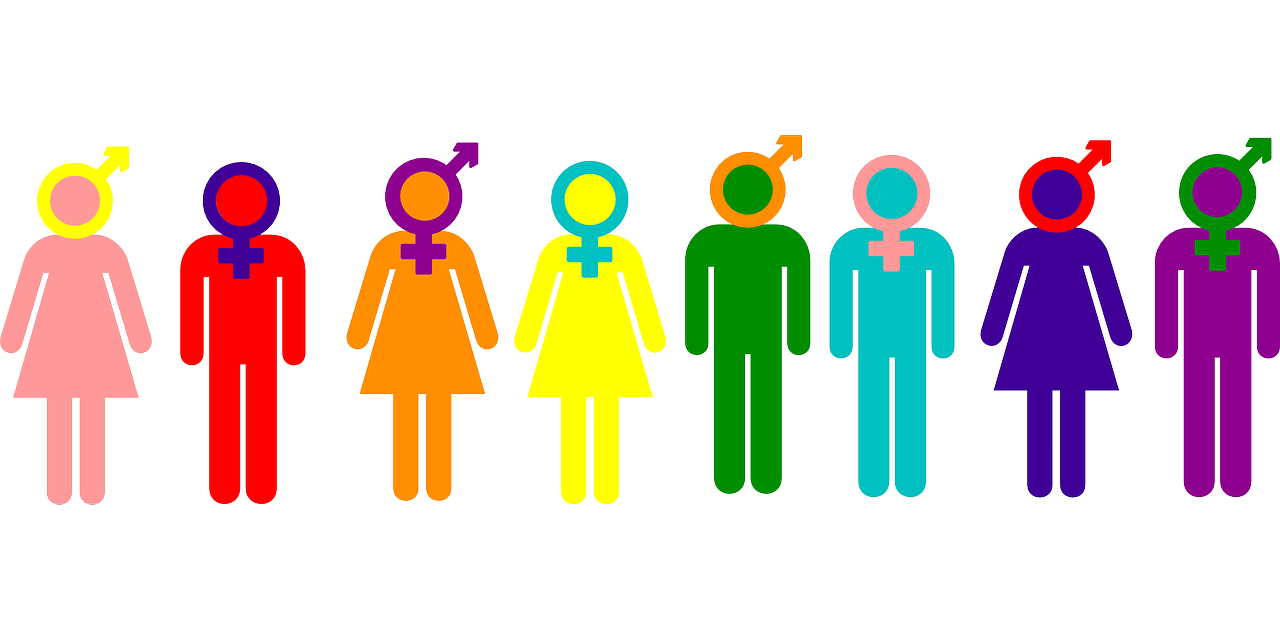
Bild som visar skillnader i sexuell preferens.

Sexuella minoriteter kallas de grupper av människor vars sexualitet skiljer sig ifrån de rådande sexuella normerna. Homosexuella och bisexuella torde vara de talrikaste sexuella minoriteterna.[källa behövs] Vid sidan av dessa stora minoriteter finns en rad mindre vanligt förekommande sexuella minoriteter. Frasen myntades troligen under sent 60-tal efter påverkan av Lars Ullerstams bok De erotiska minoriteterna, som argumenterade för tolerans. Frasen användes analogt med etnisk minoritet. En mindre tolerant term som täcker ungefär samma områden är sexuella avvikelser.[källa behövs]
Termen kan även inkludera personer som bryter mot könsnormer, till exempel transpersoner.[källa behövs]